# Wilhelm von Verschuer
Wilhelm Friedrich Ernst Dietrich Freiherr von Verschuer (* 24. April 1795 in Rotenburg an der Fulda; † 16. Februar 1837 in Kassel) war Abgeordneter der kurhessischen Ständeversammlung und landgräflicher Oberstlieutnant.

## Leben
Wilhelm von Verschuer wurde als Sohn des Oberforstmeisters Carl Friedrich Wilhelm Freiherr von Verschuer (1758–1822) und dessen Ehefrau  Charlotte Johanna von Biesenroth (1768–1832) geboren. Sein Bruder August (1796–1867) war Hessen-kasselscher Offizier und Abgeordneter der kurhessischen Ständeversammlung.
Nach seiner Schulausbildung ging Wilhelm zur Hessen-kasselschen Armee und stand im Rang eines Oberstlieutnants. Er war Flügeladjutant des hessischen Kurfürsten Wilhelm II. und auch sein Oberstallmeister.
1833 erhielt er ein Mandat für die Kurhessische Ständeversammlung. Nach Ablauf der Wahlperiode im Jahre 1835 erhielt er im Jahr darauf erneut ein Mandat für dieses Gremium und war Vertreter des Landgrafen von Hessen-Philippsthal.
Wilhelm heiratete am 30. Juli 1821 Marianne Caroline Schwertzell von und zu Willingshausen (1795–1868), Tochter des Rittmeisters Georg Ludwig Schwertzell von und zu Willingshausen und Amalie Luise von Boyneburg. Wilhelms Bruder August (1796–1867) war ebenfalls Offizier und Abgeordneter.